# クニ河内
クニ 河内（クニ かわち、1940年〈昭和15年〉7月7日 - ）は、日本のミュージシャンである。本名:河内 邦夫（かわち くにお）。実弟は作曲家のチト河内。代表曲に「透明人間」、提供楽曲に「そっとおやすみ」などがある。

## 来歴
福岡県福岡市出身。1964年、弟のチト河内らと「サンライズ」を結成。1967年に同バンドはザ・ハプニングス・フォーと改名し、同年「あなたが欲しい」でデビューした。平行して作曲家としても活動し、布施明にヒット曲「そっとおやすみ」を提供した。1970年には「クニ河内とかれのともだち」名義でアルバム「切狂言」を発表した（ジョー山中、石間秀樹も参加）。1972年に解散後、作曲家・編曲家としてカルメン・マキ、伊東きよ子ら多くのミュージシャンに楽曲を提供した。
1977年に、東京都目黒区に音楽事務所Kunimusicを設立。テレビ番組『ワンツー・どん』、『うたって・ゴー』（共にNHK教育）では、「クニおじさん」や「クニさん」の呼び名で出演した。
1980年以降は、THE ALFEE、中島みゆき、所ジョージなどポニーキャニオンの歌手の編曲を多く担当した。それと並行して先述の教育番組出演に加えて子供向けの歌の創作にも力を入れており、NHKの『おかあさんといっしょ』に「コケコッコ体操」「魔法使いの子守唄」、『みんなのうた』に「ドラキュラのうた」「少年海賊団の唄」など、日本テレビの『ロンパールーム』に「ものまねたいそう」「とんでけ!あかいたましろいたま」、『新・ロンパールーム』に「ロンパランポン」、フジテレビの『ひらけ!ポンキッキ』に「ペンギン・ポン!」「こまります」、そして『ピンポンパン』に「ザ・しりとり」と、当時放送されたほとんどの幼児向け番組に楽曲を提供した。
Kunimusicは2000年代に北海道帯広市岩内町に移転し、クニ河内は帯広の自宅を拠点に音楽活動を続けている。Kunimusicには木琴・マリンバ奏者である妻の野田美佳も在籍している。

## バンド歴
- サンライズ → ザ・ハプニングス・フォー （1964 - 1972年）
- 羅生門 （1971 - 1972年）

## ディスコグラフィー（ソロ活動のみ）

### シングル
| 発売日                            | 面                                | タイトル                          | 作詞                              | 作曲                              | 編曲                              | 規格品番                          | 備考                                |
| 東芝音楽工業 / キャピトルレコード | 東芝音楽工業 / キャピトルレコード | 東芝音楽工業 / キャピトルレコード | 東芝音楽工業 / キャピトルレコード | 東芝音楽工業 / キャピトルレコード | 東芝音楽工業 / キャピトルレコード | 東芝音楽工業 / キャピトルレコード | 東芝音楽工業 / キャピトルレコード   |
| --------------------------------- | --------------------------------- | --------------------------------- | --------------------------------- | --------------------------------- | --------------------------------- | --------------------------------- | ----------------------------------- |
| 1972年                            | A                                 | 透明人間                          | クニ河内                          | クニ河内                          | クニ河内                          | CTP-2276                          | 日本歌謡祭'72作曲家グランプリ受賞曲 |
| 1972年                            | B                                 | 水溜りと蓮華草                    | クニ河内                          | クニ河内                          | クニ河内                          | CTP-2276                          |                                     |
| ポリドール・レコード              |                                   |                                   |                                   |                                   |                                   |                                   |                                     |
| 1972年                            | A                                 | 一本のペン                        | クニ河内                          | クニ河内                          | クニ河内                          | DR-1718                           |                                     |
| 1972年                            | B                                 | 歌えなくなる前に                  | クニ河内                          | クニ河内                          | クニ河内                          | DR-1718                           |                                     |

### オリジナル・アルバム
| 発売日         | レーベル                        | 規格 | 規格品番  | アルバム | 備考               |
| -------------- | ------------------------------- | ---- | --------- | --- | ------------------ |
| 1972年5月      | 東芝音楽工業 キャピトルレコード | LP   | CTP-5054  | 僕の声が聞こえるかい Side:A 1. だから人は 2. 恋人よ 3. 牝猫 4. もう隠すことなんかない 5. 僕の声が聞こえるかい 6. おまえは今、何処を歩いている 7. 天使の主催によるコンサート Side:B 1. 謎 2. 切手を貼らない手紙 3. 俺の鍵はおまえの手の中 4. 臆病風に吹かれて 5. おまえが残したものは 6. 水溜りと蓮華草 7. だから愛は |                    |
| 1998年3月25日  | Pヴァインレコード               | CD   | PCD-1582  | 僕の声が聞こえるかい Side:A 1. だから人は 2. 恋人よ 3. 牝猫 4. もう隠すことなんかない 5. 僕の声が聞こえるかい 6. おまえは今、何処を歩いている 7. 天使の主催によるコンサート Side:B 1. 謎 2. 切手を貼らない手紙 3. 俺の鍵はおまえの手の中 4. 臆病風に吹かれて 5. おまえが残したものは 6. 水溜りと蓮華草 7. だから愛は | 紙ジャケット仕様。 |
| 1972年11月     | ポリドール                      | LP   | MR-5017   | 歌えなくなる前に ※ 全曲、作詞・作曲・編曲：クニ河内 Side:A 1. 歌えなくなる前に 2. 何だろう 3. 一本のペン 4. 人ごみの中で 5. 肩ならべて 6. 窓から 7. 金持の金持さん Side:B 1. 風よりご苦労さん 2. 雨降り大将 3. ひとりぼっちの愛 4. おお！お兄さん、ねえ！娘さん 5. 最後の手紙 6. 不思議な夢の物語 |                    |
| 2007年3月9日   | ディスクユニオン                | CD   | PROA-89   | 歌えなくなる前に ※ 全曲、作詞・作曲・編曲：クニ河内 Side:A 1. 歌えなくなる前に 2. 何だろう 3. 一本のペン 4. 人ごみの中で 5. 肩ならべて 6. 窓から 7. 金持の金持さん Side:B 1. 風よりご苦労さん 2. 雨降り大将 3. ひとりぼっちの愛 4. おお！お兄さん、ねえ！娘さん 5. 最後の手紙 6. 不思議な夢の物語 | 紙ジャケット仕様。 |
| 1972年         |                                 | LP   |           | BABY ROCK HIT ROCK ※ クニ河内とその仲間たち 名義 Side:A 1. 幸福泥棒 2. あなただけでいい 3. さようならの紅いバラ 4. ふりむかないで 5. 素足の世代 6. 希望の旅 7. BABY Side:B 1. 恋の追憶 2. 瀬戸の花嫁 3. 純潔 4. ひとりじゃないの 5. 心の痛み 6. 運がよければいいことあるさ 7. 待っている女 |                    |
| 2006年2月28日  | ダイキサウンド(株)              | CD   | DICR-2005 | BABY ROCK HIT ROCK ※ クニ河内とその仲間たち 名義 Side:A 1. 幸福泥棒 2. あなただけでいい 3. さようならの紅いバラ 4. ふりむかないで 5. 素足の世代 6. 希望の旅 7. BABY Side:B 1. 恋の追憶 2. 瀬戸の花嫁 3. 純潔 4. ひとりじゃないの 5. 心の痛み 6. 運がよければいいことあるさ 7. 待っている女 | 紙ジャケット仕様。 |
| 1977年9月21日  | ベルウッド                      | LP   | OFL-42    | 愛はまだ氷りついたまま ※ 全曲、作詞・作曲・編曲：クニ河内 Side:A 1. いつしか人は 2. 君は気まま 3. ひとり展覧会 4. ハテナの朝 5. あなたが欲しい Side:B 1. 愛はまだ氷りついたまま 2. 心に雨を 3. 時計 4. 愛の住み家 5. 夜の窓はあけたくない |                    |
| 1992年         | クニ出版                        | CD   | K921      | ふしぎだな ※ ソロライブアルバム 1. 恋って何？ 2. 恋こい 3. 太陽とボク 4. スズメのオシッコ 5. あなたがいない 6. たいくつな日曜日 7. ゆらりふわり 8. 夕焼けがわらってる 9. デュエット 10. シーソー 11. 山芋さん 12. 平凡な関係 13. ふしぎだな |                    |
| 2008年12月22日 | スタジオレラ                    | CD   |           | ぼくのうたを クニ河内作品集 ディスク：1 1. おはようこんにちはこんばんはおやすみ 2. 花がさいた 3. 新幹線 4. 苺の花嫁さん 5. こんにちはであくしゅ 6. クジラ 7. 三角関係 8. 風のにおい 9. アリさんの宅急便 10. ほっぺたでた 11. イヌさんワン 12. パパとるすばん 13. ニワトリは、ね 14. 空のおかしやさん 15. シャボン玉 16. おかあさんといると 17. かえるはかえる 18. はやくあしたになあれ ディスク：2 1. 風の郵便屋さん 2. ゴリラくん 3. 山のおまつり 4. にんじんごぼうだいこん 5. たべすぎチョコチョコアライグマ 6. おちばのおまつり 7. ぶへ 8. さびしがりやさんこんにちは 9. かぜそやそや 10. さっぱろすっきり 11. ブランブランブランコ 12. うたってメリークリスマス 13. もちもち 14. あたらしいたんじょうび 15. 冬の雪だるまかき氷 16. わすれないってやくそく 17. ぼくのうたを |                    |

### 企画物アルバムへの参加
- 切狂言（1970年）-　クニ河内とかれのともだち（クニ河内、ジョー山中、石間秀樹）名義
- クニさんピーマンのおはなし体操 （1987年）
- もりのさんぽうた （1993年）
- クニさんのまど まどさんのクニ （2001年）
- はじまる （2004年）
- ぼくのこと まちのこと きみのこと （2004年）

### 楽曲提供
- 葵まつり「心知らず」（編曲）
- 因幡晃「わかって下さい」（編曲）
- 伊東きよ子「特別な関係」（曲）
- 江夏一樹「遠い明日」（曲）
- 大塚たけし「愛は燃えつきて（1973年8月）」（曲・編曲）
- 大塚博堂「もう子供でも鳥でもないんだから」「青春は最後のおとぎ話」（編曲）
- オナッターズ「恋のバッキン!」 (1985年・編曲）
- カルメン・マキ「ノイジーベイビー」（詞・曲・編曲）「二人のこと」「二人の言葉」(編曲)
- 岸部シロー「ポケナン・ポケタン・ポケット」「東口広場」（詞・曲・編曲）
- 研ナオコ「LA-LA-LA」「あばよ」「風をくらって」「窓ガラス」「みにくいあひるの子」「ひとりぽっちで踊らせて」（編曲）
- 西城秀樹「サクラ・チル」（作曲）「ハローUターン」（作曲）
- 佐井好子「密航」（アルバム編曲）
- しばたはつみ「ブルースを唄う女」（曲・編曲）
- ジョー山中、金子マリ「Mr. Rally」（詞・曲・編曲）
- ザ・タイガース「都会」「誓いの明日」（曲・編曲）『自由と憧れと友情』（編曲）
- 髙橋真梨子「夢ゆらり」（曲）
- 谷山浩子「河のほとりに」（編曲）
- タモリ「タモリ2」（作曲・編曲）
- 所ジョージ「Do Do Do」（編曲）
- 中村雅俊「白い寫眞館」（曲・編曲）
- 野口五郎「女友達」「泣き上手」（編曲）
- ザ・ピーナッツ「男と女の世界」（編曲）
- 布施明「そっとおやすみ」（詞・曲）
- フラワー・トラベリン・バンド「MAP」（曲・編曲、原曲はアルバム『切狂言』収録「人間主体の経営と工事」）
- 松田優作「Uターン」（曲）
- 安井かずみ「わるいくせ」「過ぎゆく日々は」「その時では遅すぎる」「プール・コワ (Pour Quoi)」「九月の終わり」（編曲）
- やしきたかじん「TAKAJIN」（編曲）

### 映画
- 書を捨てよ町へ出よう（1971年、音楽）
- 下落合焼とりムービー（1979年、主題歌編曲）
- 遠い明日（1979年、音楽）
- ブリキの勲章（1981年、音楽）
- 象のいない動物園（1982年、音楽）
- グリム童話 金の鳥（1987年、音楽）
- 火の雨がふる（1988年、音楽）
- 太郎のかがみ（1990年、音楽）
- 勇気あるホタルととべないホタル（1990年、音楽）[2]

### テレビ番組
- 丹下左膳（1974年 - 1975年、音楽）
- なんなんなあに（1989年　- 1992年、主題歌　詞・曲）
- グロイザーX（曲）
- 新巨人の星Ⅱ（編曲）
- 名犬ジョリィ（一部の挿入歌の作詞・作曲）
- 手塚治虫のドン・ドラキュラ（曲）
- パソコントラベル探偵団（曲）
- 新宿警察（音楽）
- イタダキマン（編曲）
- おじゃまんが山田くん（編曲）
- つるピカハゲ丸くん（音楽）
- ぼくら野球探偵団（音楽）
- アルフ（曲）
- ぽっぺん先生と帰らずの沼（曲・編曲）
- おかあさんといっしょ（「ハイ・ポーズ」などの作曲）

### NHKみんなのうた

#### 歌唱曲
▲はラジオのみの再放送。
| 放送期間                      | 曲目                        | コーラス・デュエット | 再放送 | 備考  |
| ----------------------------- | --------------------------- | -------------------- | --- | ----- |
| 1975年（昭和50年）8月 - 9月   | ドラキュラのうた            | 東京放送児童合唱団   | （詳細） | [ 3 ] |
| 1976年（昭和51年）6月 - 7月   | 少年海賊団の唄              | 東京放送児童合唱団   | 2003年（平成15年）4月 - 5月▲ 2015年（平成27年）4月 - 5月▲ 2017年（平成29年）8月 - 9月                           | [ 4 ] |
| 1977年（昭和52年）6月 - 7月   | 苺の花嫁さん                | 麻呂                 | 2016年（平成28年）2月 - 3月 2022年（令和4年）6月 - 7月                                                          | [ 5 ] |
| 1978年（昭和53年）4月 - 5月   | さびしがりやさん こんにちは | フィーリング・フリー | 2012年（平成24年）3月20日                                                                                       | [ 7 ] |
| 1981年（昭和56年）10月 - 11月 | いっトイレ                  | （なし）             | （なし） | [ 7 ] |
| 1984年（昭和59年）6月 - 7月   | ひとりぼっちの歌            | （なし）             | 1985年（昭和60年）6月 - 7月 1986年（昭和61年）8月 - 9月 1988年（昭和63年）4月 - 5月 2018年（平成30年）6月 - 7月 | [ 7 ] |

#### その他
| 放送期間                                       | 曲目                   | 歌唱       | 再放送                                                                                     | 備考   |
| ---------------------------------------------- | ---------------------- | ---------- | ------------------------------------------------------------------------------------------ | ------ |
| 1976年（昭和51年）2月 - 3月                    | 若者と小犬とクロアサン | 日吉ミミ   | 1987年（昭和62年）8月 - 9月                                                                | [ 8 ]  |
| 1981年（昭和56年）4月 - 5月                    | 地球の仲間             | トランザム | 1978年（昭和53年）10月 - 11月 2012年（平成24年）3月20日 2022年（令和4年）4月 - 5月▲        | [ 9 ]  |
| 1986年（昭和61年）12月 - 1987年（昭和62年）1月 | 昨日 今日 明日         | 香坂みゆき | 1987年（昭和62年）10月 - 11月 1992年（平成4年）10月 - 11月▲ 2001年（平成13年）10月 - 11月▲ | [ 10 ] |

### 舞台音楽
- 天井桟敷
- 東京キッドブラザース
- 劇団かかし座
- 劇団あとむ
- 劇団銀河鉄道
- 劇団うりんこ
- 飯塚子どもミュージカル「子どもの時間」

### ゲーム音楽
- ビバ・ラスベガス（1988年）（作曲）

### CMソング
- ピッカピッカの一年生（小学館「小学一年生」、歌唱）

## 出演

### テレビ番組
- ステージ101（NHK）
- ワンツー・どん（NHK教育テレビ）
- うたって・ゴー（NHK教育テレビ）
- 夕刊タモリ（テレビ朝日）
- おもため情報局（日本テレビ）

## 受賞歴
- 日本歌謡祭'72・作曲家グランプリ、入賞（「透明人間」）
- オリジナルコンフィデンス（オリコン）編曲賞（「あばよ」）
- 帯広市文化賞（2020年）
- 十勝文化賞（2023年）

## 公式サイト
- 有限会社クニ
- クニ河内 (@kunikawachi) - X